# Panamericana Televisión
Panamericana Televisión est une chaîne de télévision généraliste péruvienne lancée le 16 octobre 1959.

## Emissions phares
La météo de Théo
Voltaire : Boisset, la furie médiévale
Les feujs de l'amour